# Archembia batesi
Archembia batesi är en insektsart som först beskrevs av Maclachlan 1877.  Archembia batesi ingår i släktet Archembia och familjen Archembiidae. Inga underarter finns listade i Catalogue of Life.